# Guild Wars: Factions
Guild Wars: Faction er et MMORPG udgivet i 2006 af ArenaNet, og er det andet spil i Guild Wars-serien. Historien foregår i landet Cantha, der er et andet kontinent syd fro Tyria. Selve Cantha er inddelt i nogle større områder.
- By-området
- Den forstenede sø af jade
- Den døde skov

## Fraktioner
Hele den sydlige del af Cantha, er ejet af to forskellige fraktioner, nemlig the Luxons og the Kurzicks.

### The Luxons
Luxons bor på den forstenede sø af jade, i den sydøstlige del af Cantha. De er gamle pirater, sømænd og nomader og er vant til at klare sig selv.

### The Kurzicks
Kurzicks er en meget religiøs fraktion, der bruger meget tid på at tilbede diverse guder. De holder til i den store skov i det sydvestlige Cantha.

## De to nye professioner i Factions
Der er to nye professioner i Guild Wars Factions, nemlig Assassinen og Ritualisten, som kort A og Rt.

### Assassin
Assassinen lever ret meget op til sit navn, nemlig en hurtig snigmorder, der hurtigt kan uddele en hel del skade, men dør til gengæld nemt. En af de helt specielle egenskaber ved Assassiner er, at de har en teleporterende egenskab, kaldet Shadow stepping, den findes ved mange Assassin skills. Assassiner har også en række hex spells til, at gøre modstanderen forsvarsløs med.

### Ritualist
Ritualisten er en blanding af Ranger, Monk og Necromancer. Tilsammen er det blevet til en ond troldmand, som er i stand til både, at gøre stor skade med spells, hidkalde ånder fra en anden dimension for, at gøre det sværere for det andet hold også er en Ritualist også i stand til, at helbrede og genoplive ligesom en munk.

## Nye skills i Factions
Der er kommet 300 nye skills i Factions, ud af dem 90 nye elite skills og 25 nye skills til de seks gamle professioner fra Guild Wars: Core.